# Кофа за боклук
Кофата за боклук е контейнер най-често с цилиндрична форма или с форма на пресечен конус, предназначен за временно съхранение на боклук. Изработват се от метал или пластмаса. Големината и формата варира според тяхната специфична употреба. Нарича се още боклукчийска кофа, кофа за смет, кофа за отпадъци, кошче за отпадъци, кошче за боклук, кошче за смет, съд за отпадъци, контейнер за отпадъци и за краткост понякога само кофа, контейнер, кошче.
В кухнята се използва малка кофа за боклук за хранителните отпадъци. В офиса се използват малки конусообразни кофи за боклук най-вече за хартиени отпадъци.
Уличните кофи за боклук са значително по-големи. В последните години поради терористични акции в някои страни на много обществени места като гари и летища липсват кофи за боклук.